# Бекінгем (Техас)
Бекінгем — район міста Річардсона, штат Техас. До 1996 року мало статус окремого міста. Площа 0,6 км². Населення 2731 особа.
Починаючи з 1983 року, компанія, що займалася масовою забудовою, почала набувати володіння нечисленних місцевих жителів. Однією з умов покупки стало скасування обмежень на продаж алкоголю. Однак, у зв'язку з економічним спадом наприкінці 80-х років 20 століття, будівельна компанія, яка в підсумку стала власником всього міста, збанкрутувала.
Будівництво нових будинків почалося в середині 90-х років 20 століття. До того часу, місто з усіх боків було оточене забудовою Річардсона і 1996 року було ним анексоване. Тим не менш, право на продаж спиртного за місцевими жителями залишилося. У самому Річардсоні сухий закон був частково скасований 2006 року.